# Ван Брёкелен, Ханс
Йоха́ннес Франси́скус (Ханс) ван Брёкелен (нидерл. Johannes Franciscus "Hans" van Breukelen; род. 4 октября 1956, Утрехт) — нидерландский футбольный вратарь, чемпион Европы 1988 года в составе национальной сборной, обладатель Кубка европейских чемпионов 1987/88 в составе ПСВ.

## Карьера

### Клубы

#### «Утрехт»
Клубную карьеру Ханс начинал в родном Утрехте в одноимённом клубе. В 1981 году «Утрехт» первый и единственный раз в своей истории выиграл медали чемпионата Нидерландов. На следующий год «Утрехт» впервые в своей истории вышел в финал кубка Нидерландов, где уступил АЗ с общим счётом 2-5. Всё это время голкипером команды был ван Брёкелен.

#### «Ноттингем Форест»
В 1982 году 25-летний ван Брёкелен перешёл в английский «Ноттингем Форест», где стал основным голкипером. Лучшие годы английского клуба уже были позади — в 1979 и 1980 годах «Форест» дважды подряд выигрывал Кубок европейских чемпионов, но после 1980 года результаты пошли на спад. В 1984 году «Ноттингем Форест» занял третье место в чемпионате Англии (вслед за «Ливерпулем» и «Саутгемптоном») и добрался до полуфинала Кубка УЕФА, где уступил бельгийскому «Андерлехту» 2-3 по сумме двух матчей. Много позднее выяснилось, что руководство «Андерлехта» дало взятку судье (около 27 тыс. фунтов стерлингов), в результате чего в ответном матче судья назначил «липовый» пенальти в ворота англичан и не засчитал их чистый гол. Тем не менее полуфинал Кубка УЕФА остаётся лучшим результатом для «Ноттингем Фореста» в этом турнире.

#### ПСВ
После этого сезона ван Брёкелен покинул Англию и перешёл в голландский  ПСВ, где и играл последующие 10 лет до завершения карьеры. В 1986 году ПСВ впервые за 8 лет выиграл чемпионат Нидерландов, всего же Ханс в составе ПСВ выиграл 6 чемпионатов своей страны. Дважды подряд ПСВ с ван Брёкеленом удавалось делать «золотой дубль» — выигрывать чемпионат и Кубок Нидерландов в один сезон (1987/88 и 1988/89). В сезоне 1987/88 ПСВ удалось не только сделать «золотой дубль» в Голландии, но и покорить главную европейскую клубную вершину — выиграть Кубок европейских чемпионов. В первом круге был обыгран турецкий «Галатасарай» 3-2 (3:0 дома и 0:2 в гостях). Во втором круге ПСВ дважды переиграл венский «Рапид» 4-1 (2:1 в гостях и 2:0 дома). В четвертьфинале был обыгран французский «Бордо» за счёт гола на чужом поле (1:1 в гостях и 0:0 дома). В полуфинале таким же образом был пройден мадридский «Реал» (1:1 в гостях и 0:0 дома). Таким образом, в домашних матчах за весь розыгрыш ван Брёкелен не пропустил ни разу. Наконец, в финале в Штутгарте ПСВ сыграл 0:0 в основное и дополнительное время с португальской «Бенфикой», а в серии послематчевых пенальти голландский клуб оказался сильнее 6-5 (единственный пенальти не реализовал защитник португальцев Антониу Велозу).
Финал Кубка чемпионов был сыгран 25 мая 1988 года, а всего через месяц ван Брёкелен к этой победе добавил и звание чемпиона Европы в составе своей сборной, причём как и финал Кубка чемпионов, чемпионат Европы проходил на немецкой земле. Таким образом, 1988 год стал для ван Брёкелена наиболее успешным в карьере в плане завоёванных титулов. Несмотря на все успехи ван Брёкелена в 1988 году лучшим голкипером мира по версии МФФИИС (организации, чья авторитетность неоднократно ставилась под сомнение) был признан голкипер сборной СССР и московского «Спартака» Ринат Дасаев.
Четырежды Ханс признавался лучшим голкипером чемпионата Голландии (1987, 1988, 1991, 1992).
Завершил игровую карьеру Ханс в 1994 году в возрасте 37 лет.

### Сборная

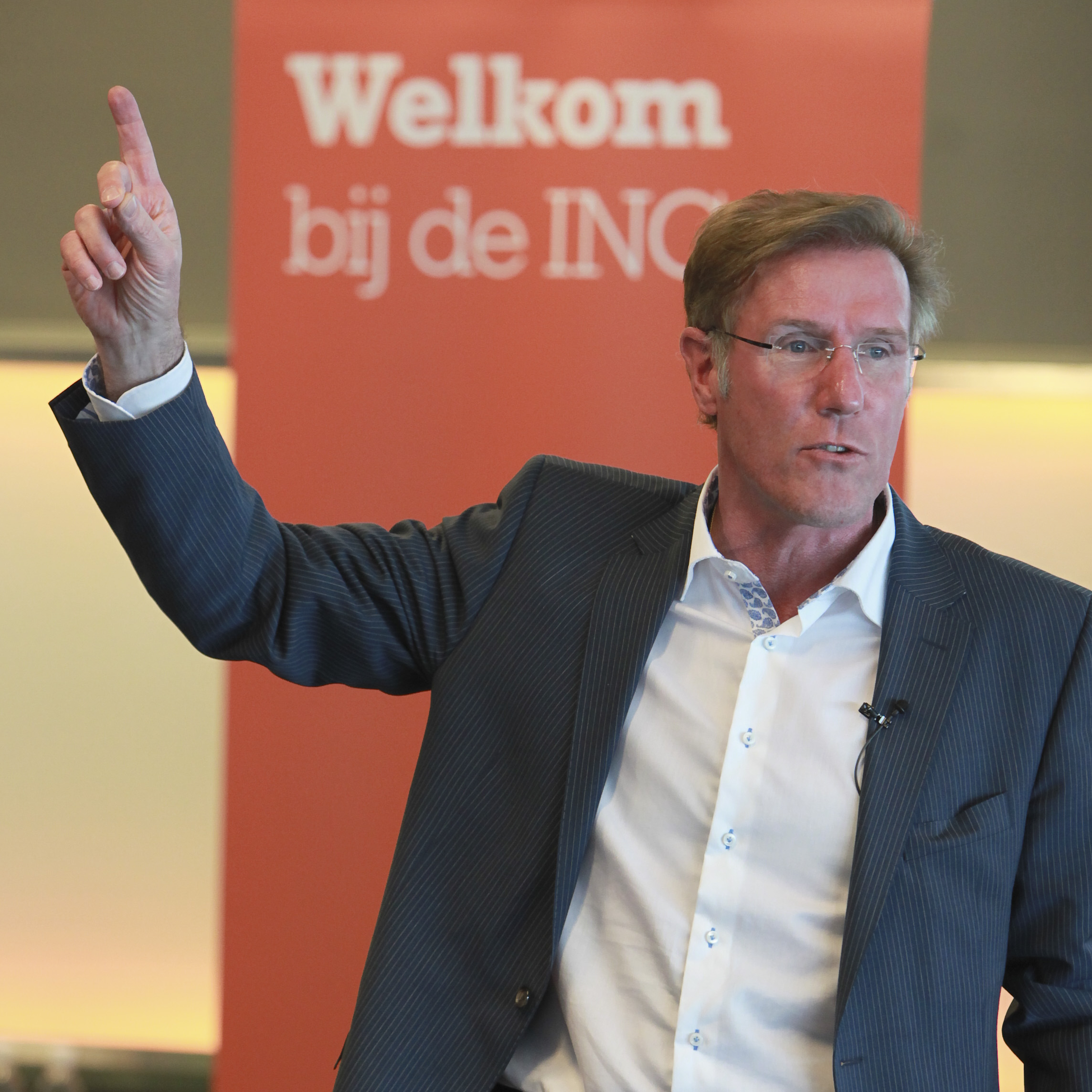
Ван Брёкелен в 2011 году

Дебютировал в национальной сборной 11 октября 1980 года в возрасте 24 лет в матче с командой ФРГ (1:1). До этого ван Брёкелен ездил с командой на чемпионат Европы 1980 года, но был там запасным вратарём и не провёл ни одной игры (основным голкипером был Пит Схрейверс).
После того, как в 1984 году Схрейверс завершил свою карьеру в сборной, ван Брёкелен стал основным голкипером национальной команды и оставался им на протяжении 8 лет.
Сборная Нидерландов не сумела отобраться на чемпионат мира 1986 года: в отборочной группе голландцы заняли второе место, пропустив вперёд венгров (в частности, уступив им в домашнем матче 1:2), а в стыковых матчах дорогу голландцам преградили их соседи, бельгийцы. В первом матче в Брюсселе хозяева победили 1:0, а через месяц в Роттердаме голландцы во втором тайме забили два мяча, но на 85-й минуте защитник бельгийцев Жорж Грюн забил ответный мяч, и за счёт гола на чужом поле в финальную стадию чемпионата мира в Мексике вышли бельгийцы (где дошли до полуфинала).
В 1988 году на чемпионате Европы в Германии сборная Нидерландов впервые в своей истории стала чемпионом Европы, а ван Брёкелен провёл все 5 матчей на чемпионате (4 победы и 1 поражение), трижды не пропустив ни одного мяча, в том числе и в финале в Мюнхене с командой СССР (2:0), при этом на 73-й минуте финального матча ван Брёкелен сумел отразить пенальти, пробитый Игорем Белановым. Ван Брёкелен остаётся единственным голландским голкипером, игравшим на победном для национальной сборной чемпионате мира или Европы.
В 1990 году на чемпионате мира в Италии сборная Нидерландов вышла из группы, несмотря на то, что все 3 матча сыграла вничью. В 1/8 финала голландцы уступили команде Германии (1:2), которая в дальнейшем стала чемпионом мира. Для Ханса этот турнир стал единственным чемпионатом мира в карьере.
Последний матч за сборную ван Брёкелен сыграл в полуфинале чемпионата Европы 1992 года, где голландцы в серии пенальти уступили будущим чемпионам датчанам (единственный из 5 пенальти не реализовал Марко ван Бастен, датчане же забили 5 из 5). После этого матча 35-летний ван Брёкелен завершил свою 12-летнюю карьеру в национальной команде.
Всего за национальную сборную сыграл 73 матча, уступая среди голландских голкиперов по этому показателю только абсолютному рекордсмену сборной Нидерландов Эдвину ван дер Сару (130 матчей). На момент, когда ван Брёкелен завершил карьеру в сборной, он занимал второе место в истории по количеству матчей после Руда Крола (83 игры), однако с тех пор Ханса обошли уже более 10 футболистов. В 73 матчах с участием ван Брёкелена голландцы одержали 35 побед, 19 раз сыграли вничью и 19 матчей проиграли.

## Статистика

### Матчи ван Брёкелена за сборную Нидерландов
| Матчи ван Брёкелена за сборную Нидерландов | Матчи ван Брёкелена за сборную Нидерландов | Матчи ван Брёкелена за сборную Нидерландов | Матчи ван Брёкелена за сборную Нидерландов | Матчи ван Брёкелена за сборную Нидерландов | Матчи ван Брёкелена за сборную Нидерландов |
| ------------------------------------------ | ------------------------------------------ | ------------------------------------------ | ------------------------------------------ | ------------------------------------------ | ------------------------------------------ |
| №                                          | Дата                                       | Соперник                                   | Счёт                                       | Пропущено голов                            | Соревнование                               |
| 1                                          | 11 октября 1980                            | ФРГ                                        | 1:1                                        | 1                                          | Товарищеский матч                          |
| 2                                          | 1 сентября 1981                            | Швейцария                                  | 1:2                                        | 2                                          | Товарищеский матч                          |
| 3                                          | 14 октября 1981                            | Бельгия                                    | 3:0                                        | —                                          | Чемпионат мира 1982 (отбор)                |
| 4                                          | 18 ноября 1981                             | Франция                                    | 0:2                                        | 2                                          | Чемпионат мира 1982 (отбор)                |
| 5                                          | 23 марта 1982                              | Шотландия                                  | 1:2                                        | 2                                          | Товарищеский матч                          |
| 6                                          | 14 апреля 1982                             | Греция                                     | 1:0                                        | —                                          | Товарищеский матч                          |
| 7                                          | 25 мая 1982                                | Англия                                     | 0:2                                        | 2                                          | Товарищеский матч                          |
| 8                                          | 1 сентября 1982                            | Исландия                                   | 1:1                                        | 1                                          | Чемпионат Европы 1984 (отбор)              |
| 9                                          | 22 сентября 1982                           | Ирландия                                   | 2:1                                        | 1                                          | Чемпионат Европы 1984 (отбор)              |
| 10                                         | 27 апреля 1983                             | Швеция                                     | 0:3                                        | 3                                          | Товарищеский матч                          |
| 11                                         | 21 сентября 1983                           | Бельгия                                    | 1:1                                        | 1                                          | Товарищеский матч                          |
| 12                                         | 17 октября 1984                            | Венгрия                                    | 1:2                                        | 2                                          | Чемпионат мира 1986 (отбор)                |
| 13                                         | 14 ноября 1984                             | Австрия                                    | 0:1                                        | 1                                          | Чемпионат мира 1986 (отбор)                |
| 14                                         | 23 декабря 1984                            | Кипр                                       | 1:0                                        | —                                          | Чемпионат мира 1986 (отбор)                |
| 15                                         | 27 февраля 1985                            | Кипр                                       | 7:1                                        | 1                                          | Чемпионат мира 1986 (отбор)                |
| 16                                         | 1 мая 1985                                 | Австрия                                    | 1:1                                        | 1                                          | Чемпионат мира 1986 (отбор)                |
| 17                                         | 14 мая 1985                                | Венгрия                                    | 1:0                                        | —                                          | Чемпионат мира 1986 (отбор)                |
| 18                                         | 4 сентября 1985                            | Болгария                                   | 1:0                                        | —                                          | Товарищеский матч                          |
| 19                                         | 16 октября 1985                            | Бельгия                                    | 0:1                                        | 1                                          | Чемпионат мира 1986 (отбор)                |
| 20                                         | 20 ноября 1985                             | Бельгия                                    | 2:1                                        | 1                                          | Чемпионат мира 1986 (отбор)                |
| 21                                         | 29 апреля 1986                             | Шотландия                                  | 0:0                                        | —                                          | Товарищеский матч                          |
| 22                                         | 14 мая 1986                                | ФРГ                                        | 1:3                                        | 3                                          | Товарищеский матч                          |
| 23                                         | 10 сентября 1986                           | Чехословакия                               | 0:1                                        | 1                                          | Товарищеский матч                          |
| 24                                         | 15 октября 1986                            | Венгрия                                    | 1:0                                        | —                                          | Чемпионат Европы 1988 (отбор)              |
| 25                                         | 19 ноября 1986                             | Польша                                     | 0:0                                        | —                                          | Чемпионат Европы 1988 (отбор)              |
| 26                                         | 21 декабря 1986                            | Кипр                                       | 2:0                                        | —                                          | Чемпионат Европы 1988 (отбор)              |
| 27                                         | 21 января 1987                             | Испания                                    | 1:1                                        | 1                                          | Товарищеский матч                          |
| 28                                         | 25 марта 1987                              | Греция                                     | 1:1                                        | 1                                          | Чемпионат Европы 1988 (отбор)              |
| 29                                         | 9 сентября 1987                            | Бельгия                                    | 0:0                                        | —                                          | Товарищеский матч                          |
| 30                                         | 14 октября 1987                            | Польша                                     | 2:0                                        | —                                          | Чемпионат Европы 1988 (отбор)              |
| —                                          | 28 октября 1987                            | Кипр                                       | 8:0 (аннулирован)                          | —                                          | Чемпионат Европы 1988 (отбор)              |
| 31                                         | 9 декабря 1987                             | Кипр                                       | 4:0                                        | —                                          | Чемпионат Европы 1988 (отбор)              |
| 32                                         | 16 декабря 1987                            | Греция                                     | 3:0                                        | —                                          | Чемпионат Европы 1988 (отбор)              |
| 33                                         | 23 марта 1988                              | Англия                                     | 2:2                                        | 2                                          | Товарищеский матч                          |
| 34                                         | 1 июня 1988                                | Румыния                                    | 2:0                                        | —                                          | Товарищеский матч                          |
| 35                                         | 12 июня 1988                               | СССР                                       | 0:1                                        | 1                                          | Чемпионат Европы 1988                      |
| 36                                         | 15 июня 1988                               | Англия                                     | 3:1                                        | 1                                          | Чемпионат Европы 1988                      |
| 37                                         | 18 июня 1988                               | Ирландия                                   | 1:0                                        | —                                          | Чемпионат Европы 1988                      |
| 38                                         | 21 июня 1988                               | ФРГ                                        | 2:1                                        | 1                                          | Чемпионат Европы 1988                      |
| 39                                         | 25 июня 1988                               | СССР                                       | 2:0                                        | —                                          | Чемпионат Европы 1988                      |
| 40                                         | 14 сентября 1988                           | Уэльс                                      | 1:0                                        | —                                          | Чемпионат мира 1990 (отбор)                |
| 41                                         | 19 октября 1988                            | ФРГ                                        | 0:0                                        | —                                          | Чемпионат мира 1990 (отбор)                |
| 42                                         | 16 ноября 1988                             | Италия                                     | 0:1                                        | 1                                          | Товарищеский матч                          |
| 43                                         | 4 января 1989                              | Израиль                                    | 2:0                                        | —                                          | Товарищеский матч                          |
| 44                                         | 31 мая 1989                                | Финляндия                                  | 1:0                                        | —                                          | Чемпионат мира 1990 (отбор)                |
| 45                                         | 11 октября 1989                            | Уэльс                                      | 2:1                                        | 1                                          | Чемпионат мира 1990 (отбор)                |
| 46                                         | 15 ноября 1989                             | Финляндия                                  | 3:0                                        | —                                          | Чемпионат мира 1990 (отбор)                |
| 47                                         | 20 декабря 1989                            | Бразилия                                   | 0:1                                        | 1                                          | Товарищеский матч                          |
| 48                                         | 21 февраля 1990                            | Италия                                     | 0:0                                        | —                                          | Товарищеский матч                          |
| 49                                         | 28 марта 1990                              | СССР                                       | 1:2                                        | 2                                          | Товарищеский матч                          |
| 50                                         | 30 мая 1990                                | Австрия                                    | 2:3                                        | 3                                          | Товарищеский матч                          |
| 51                                         | 3 июня 1990                                | Югославия                                  | 2:0                                        | —                                          | Товарищеский матч                          |
| 52                                         | 12 июня 1990                               | Египет                                     | 1:1                                        | 1                                          | Чемпионат мира 1990                        |
| 53                                         | 16 июня 1990                               | Англия                                     | 0:0                                        | —                                          | Чемпионат мира 1990                        |
| 54                                         | 21 июня 1990                               | Ирландия                                   | 1:1                                        | 1                                          | Чемпионат мира 1990                        |
| 55                                         | 24 июня 1990                               | ФРГ                                        | 1:2                                        | 2                                          | Чемпионат мира 1990                        |
| 56                                         | 26 сентября 1990                           | Италия                                     | 0:1                                        | 1                                          | Товарищеский матч                          |
| 57                                         | 17 октября 1990                            | Португалия                                 | 0:1                                        | 1                                          | Чемпионат Европы 1992 (отбор)              |
| 58                                         | 21 ноября 1990                             | Греция                                     | 2:0                                        | —                                          | Чемпионат Европы 1992 (отбор)              |
| 59                                         | 19 декабря 1990                            | Мальта                                     | 8:0                                        | —                                          | Чемпионат Европы 1992 (отбор)              |
| 60                                         | 13 марта 1991                              | Мальта                                     | 1:0                                        | —                                          | Чемпионат Европы 1992 (отбор)              |
| 61                                         | 17 апреля 1991                             | Финляндия                                  | 2:0                                        | —                                          | Чемпионат Европы 1992 (отбор)              |
| 62                                         | 11 сентября 1991                           | Польша                                     | 1:1                                        | 1                                          | Товарищеский матч                          |
| 63                                         | 16 октября 1991                            | Португалия                                 | 1:0                                        | —                                          | Чемпионат Европы 1992 (отбор)              |
| 64                                         | 4 декабря 1991                             | Греция                                     | 2:0                                        | —                                          | Чемпионат Европы 1992 (отбор)              |
| 65                                         | 12 февраля 1992                            | Португалия                                 | 0:2                                        | 1                                          | Товарищеский матч                          |
| 66                                         | 27 мая 1992                                | Австрия                                    | 3:2                                        | 2                                          | Товарищеский матч                          |
| 67                                         | 30 мая 1992                                | Уэльс                                      | 4:0                                        | —                                          | Товарищеский матч                          |
| 68                                         | 5 июня 1992                                | Франция                                    | 1:1                                        | 1                                          | Товарищеский матч                          |
| 69                                         | 12 июня 1992                               | Шотландия                                  | 1:0                                        | —                                          | Чемпионат Европы 1992                      |
| 70                                         | 15 июня 1992                               | СНГ                                        | 0:0                                        | —                                          | Чемпионат Европы 1992                      |
| 71                                         | 18 июня 1992                               | Германия                                   | 3:1                                        | 1                                          | Чемпионат Европы 1992                      |
| 72                                         | 22 июня 1992                               | Дания                                      | 2:2 (4:5 пен.)                             | 2                                          | Чемпионат Европы 1992                      |

Итого (без учёта аннуллированных матчей): 72 матча / пропущено 55 голов; 34 победы, 18 ничьих, 20 поражений.

## Достижения

### Командные
«Утрехт»
- Финалист Кубка Нидерландов: 1981/82

ПСВ
- Чемпион Нидерландов (6): 1985/86, 1986/87, 1987/88, 1988/89, 1990/91, 1991/92)
- Обладатель Кубка Нидерландов (3): 1987/88, 1988/89, 1989/90
- Обладатель Кубка европейских чемпионов: 1987/88
- Обладатель Суперкубка Нидерландов: 1991/92

Сборная Нидерландов
- Чемпион Европы 1988
- Чемпионат Европы 1992: 3-4 место

### Личные
- Лучший вратарь Нидерландов (4): 1987, 1988, 1991, 1992
- Входит в состав символической сборной по итогам чемпионата Европы по версии УЕФА: 1988